# Исакулов, Мухтар
Мухтар Исакулов (узб. Мухтор Исоқулов; 1921—2008) — советский, киргизский партийный, государственный и общественный деятель, первый секретарь Араванского районного комитета партии КП Киргизии (1959—1971), председатель Джалал-Абадского горисполкома, председатель Сузакского райисполкома, депутат Верховного Совета СССР 7-го созыва (1966—1970 годы), депутат Верховного Совета Киргизской ССР 3 и 6-го созывов.

## Биография
Мухтар Исакулов внёсший неоценимый вклад в развитие города Джалалабад родился в 1921 году в Сузакском районе, по нации узбек. Начало его трудовой деятельности была связана с организацией комсомольского движения. В 1944 году он избирается первым секретарём Сузакского райкома комсомола. После окончания республиканской партийной школы утверждается заместителем заведующего отделом Джалалабадского областного комитета партии. В 1952 году направляется в Москву на работу в аппарат ЦК КПСС. В 1953-1956 годах он учится в Высшей партийной школе при ЦК КПСС. После окончания, он избирается председателем Сузакского райисполкома. В 1959-1963, 1965-1971 годах он работает первым секретарём Араванского районного комитета партии, после этого он переходит на работу в аппарат Ошского обкома партии на должность заведующего отделом административных и финансовых органов. Осенью 1975 года он избирается председателем Джалал-Абадского городского исполкома, где проработал десять лет. Все свои силы, знания и накопленный многолетний опыт направил на дальнейшее развитие города.
Большие объекты и здания, придающие городу величие и сейчас, были построены под его руководством, не решенные до него социальные проблемы, были решены в те годы. За многолетний и самоотверженный труд М. Исакулов был награждён орденами Ленина, «Знак Почета». Был избран депутатом Верховного Совета СССР 7-го созыва (1966-1970 годы), и дважды депутатом Верховного Совета Киргизской ССР 3 и 6-го созывов.
М. Исакулов последние годы жизни работал генеральным директором ОсОО «Арсланбаб».
Он скончался 21 января 2008 года в возрасте 87 лет.

### Память
В его честь был назван Шорбулакский комплекс отдыха и лечения, расположенный около города Джалал-Абад.

## Награды
- Орден Ленина
- Орден «Знак Почёта»
- Почётная грамота Президиума Верховного Совета Киргизской ССР
- многочисленными медалями и почётными грамотами.